# Affaire des viols collectifs de Rochdale
L'affaire des viols de Rochdale désigne un ensemble de crimes sexuels commis à la fin des années 2000 à Rochdale, dans le Grand Manchester en Angleterre. Quarante-sept jeunes filles, principalement des Britanniques blanches, ont été identifiées comme victimes au cours de l'enquête policière. Neuf hommes, pour la plupart Britanniques d'origine pakistanaise, ont été reconnus coupables de trafic sexuel et d'autres infractions, incluant le viol, la traite et le complot en vue d'avoir des rapports sexuels avec un mineur, le 8 mai 2012 ; dix suspects supplémentaires ont été reconnus coupables dans une autre enquête en 2015. L'origine ethnique des coupables a conduit à un débat sur le fait que l'échec de leur inculpation était lié à la peur des autorités d'être accusées de racisme.
Au regard de ces condamnations, la police de Manchester s'est excusée de ne pas avoir su mener une enquête plus approfondie sur ces accusations de viols entre 2008 et 2010. Sara Rowbotham, la travailleuse sociale chargée d'éducation sexuelle, qui est la première à reconnaître des schémas d'abus sexuels sur mineurs dans la communauté, et à se battre inlassablement pour attirer l'attention de la police sur ces crimes, a été licenciée en 2017.

## Contexte
Du début des années 1980 au début des années 2010, plus de 4000 mineurs ont été abusés sexuellement, parfois torturés, parfois prostitués, par des bandes criminelles organisées ou des groupes informels d'hommes,, dans plusieurs villes d'Angleterre. En 2011, une première série d'agressions sexuelles est rendue publique par la presse. Des enquêtes, conduites par des associations caritatives, puis par le gouvernement britannique, ont permis d'éclaircir les faits, soulignant notamment l'incurie des services sociaux et de la police locale, et de prendre des mesures appropriées pour assurer la protection des mineurs,. Dans certains cas, l'exploitation des mineurs durait depuis plus de 15 ans. L'appartenance ethnique et les origines culturelles des victimes, et surtout, celles des criminels, ont focalisé l'attention des médias et de l'opinion publique dans tout le pays,,.

### The Times, rapport du 5 janvier 2011
Un rapport du 5 janvier 2011 compilé par le Times, a relaté des condamnations pour abus sexuels sur mineurs dans le Nord et aux Midlands. Sur les 56 agresseurs condamnés depuis 1997 pour des crimes liés à de « l'embrigadement » de rue sur des filles âgées de 11 à 16 ans, 3 étaient blancs, 53 étaient asiatiques dont 50 musulmans, et la plupart étaient issus de la communauté pakistanaise britannique.
De plus, l'article du Times a allégué : « à l'exception d'une ville, les preuves d'un travail entrepris dans les communautés pakistanaises britanniques pour faire face au problème » des « bandes de souteneurs » largement constituées de « membres de la communauté pakistanaise britannique, sont insuffisantes».
Ce rapport a été mis en question par les chercheuses Ella Cockbain et Helen Brayley, auteures d'un travail pour l'Ucl Jill Dando Institute (en), dans lequel le Times a puisé beaucoup de données. « Les citations sont correctes mais elles ont été tirées hors de leur contexte » a confié Cockbain au quotidien The Independant, « et la petite ampleur de l'échantillon de la recherche initiale, qui s'étend juste à deux grands cas, n'a pas non plus été prise en compte. » Cockbain et Brayley se sont exprimées à ce se sujet : « les résultats partant d'un petit échantillon géographiquement localisé ont été étendus à un type tout entier de crime.»

## Les violeurs
Douze hommes ont été accusés de trafic sexuel et de plusieurs infractions, incluant le viol, la traite et l'association en vue d'avoir des rapports sexuels avec un mineur. Neuf hommes ont été condamnés en 2012, huit étaient d'origine pakistanaise, le neuvième était un demandeur d'asile afghan. Trois des accusés sont reconnus non coupables : l'un a été acquitté de toutes les charges, dans le cas du deuxième, le jury n'a pas pu parvenir à un verdict, et le troisième n'était pas présent au procès, ayant fui au Pakistan,. La plupart des hommes étaient mariés et respectés au sein de leur communauté. Un des membres du groupe condamné pour trafic sexuel, était professeur d'études religieuses dans une mosquée, marié et père de cinq enfants. Les hommes étaient âgés de 24 à 59 ans et tous se connaissaient. Deux travaillaient pour la même entreprise de taxi, deux autres dans un restaurant ; certains venaient du même village au Pakistan ; d'autres partageaient un appartement. Le gang s'assurait de disposer de filles mineures pour des relations sexuelles.

## Abus
Les abus sexuels sur filles mineures, commis en 2008 et 2009, s'articulaient autour de deux établissements de restauration rapide dans Heywood, près de Rochdale. Bien qu'une victime ait contacté la police en 2008 pour signaler l'agression, le Crown Prosecution Service (abrégé CPS) a décidé de ne pas poursuivre les deux hommes, en invoquant l'absence de crédibilité du témoin.
Les tentatives de la coordinatrice de l'équipe d'intervention d'urgence du National Health Service, Sara Rowbotham, pour alerter la police et les autorités d'une présence de « schémas d'abus sexuels », ont été ignorées. Entre 2003 et 2014, Sara Rowbotham a effectué plus de 180 tentatives d'alertes auprès de ces services qui lui ont alors répondu que les témoins en question n'étaient pas fiables.
À la suite de cette décision, la police a arrêté son enquête, qui a été reprise lorsqu'une seconde victime a déposé plainte pour des faits de nature similaire en décembre 2009. La décision première du CPS fut révisée en 2011 lorsqu'un nouveau procureur, Nazir Afzal, un Pakistanais de la première génération, fut nommé dans la région.
Les victimes, des adolescentes vulnérables issues de milieux défavorisés et déstructurés, étaient ciblées dans des « lieux-pièges » où les jeunes gens se réunissaient, comme des établissements de restauration rapide. L'une des victimes, âgée de 15 ans et connue comme « the Honey Monster », agissait en tant que recruteuse, fournissant des filles parfois âgées de seulement 13 ans au groupe. Les victimes étaient soudoyées et contraintes de garder le silence à propos des abus, avec une combinaison d'alcool et de drogues, de nourriture, de petites sommes d'argent et d'autres cadeaux,.
Le plus âgé des condamnés, Shabir Ahmed, a été pendant un temps le meneur du groupe. À une occasion, il a ordonné à une fille de 15 ans d'avoir des relations sexuelles avec Kabeer Hassan, comme une « gâterie » pour son anniversaire. Hassan a violé la fille lui-même. Abdul Aziz, marié et père de trois enfants, a pris la relève de Shabir Ahmed comme le principal trafiquant et a été payé par différents hommes pour leur fournir du sexe avec des jeunes filles.
Les victimes étaient physiquement agressées et violées par ces hommes, pouvant aller jusqu'à être 5 en même temps, ou étaient obligées de coucher avec « plusieurs hommes par jour, plusieurs fois par semaine ». Les victimes, abreuvées d'alcool et de drogues, étaient éloignées de leurs amis et famille, et emmenées dans divers endroits du nord de l'Angleterre, dont Rochdale, Oldham, Nelson, Bradford et Leeds. Les agresseurs payaient des petites sommes d'argent aux entremetteurs. Une victime de 13 ans a raconté qu'après avoir été contrainte à des rapports sexuels en échange de vodka, son agresseur l'a immédiatement de nouveau violée et lui a donné 40 £ pour qu'elle ne parle pas de l'incident. Parmi les incidents que la police a recensés se trouvait une victime de 15 ans, trop ivre pour se rappeler avoir été violée par 20 hommes, l'un après l'autre ; ainsi qu'une autre victime tellement ivre, qu'elle vomissait à côté du lit pendant que deux hommes la violaient. Une des victimes de treize ans a dû avorter après être tombée enceinte.

## Procès et peines
Certains membres du groupe ont dit à la cour que les filles étaient consentantes et heureuses d'avoir des rapports sexuels avec eux. Le meneur, âgé de 59 ans, Shabir Ahmed, a affirmé que les filles étaient des prostituées et qu'il s’agissait de « mensonges de Blancs ». Le comportement menaçant de Shabir Ahmed et son insulte de « bâtard raciste » envers le juge Gerald Cliffon lui ont valu d'être banni de la cour pendant l'audience.
Le procès s'est terminé en mai 2012 avec neuf condamnations. Shabir Ahmed a reçu la peine la plus longue, 19 ans, pour viol et complicité de viol, agression sexuelle, traite à des fins d'exploitation sexuelle et complot en vue d'avoir des rapports sexuels avec un mineur. Mohammed Sajid a été condamné à 12 ans pour viol, activité sexuelle avec une fille de moins de 16 ans, traite à des fins d'exploitation sexuelle et complot en vue d'avoir des rapports sexuels avec des mineurs. Kabeer Hassan a été condamné à neuf ans de prison pour viol et complot en vue d'avoir des rapports sexuels avec des mineurs. Abdul Aziz a reçu une sentence similaire de neuf ans (simultanément) pour traite d'êtres humains à des fins d'exploitation sexuelle et complot en vue d'avoir des rapports sexuels avec des mineurs. Abdul Rauf a été condamné à six ans de prison pour traite à des fins d'exploitation sexuelle et de complot en vue d'avoir des rapports sexuels avec des mineurs. Adil Khan a été condamné à huit ans pour les mêmes crimes. Mohammed Amin a reçu une peine de cinq ans d'emprisonnement pour agression sexuelle et complot en vue d'avoir des rapports sexuels avec des mineurs. Une autre peine de cinq ans d'emprisonnement a touché Abdul Qayyum pour complot en vue d'avoir des rapports sexuels avec des mineurs. Hamid Safi a reçu quatre ans de prison pour traite à des fins d'exploitation sexuelle et complot en vue d'avoir des rapports sexuels avec des mineurs.
Quatre des condamnés, Shabir Ahmed, Adil Khan, Abdul Rauf et Abdul Aziz, qui avaient la double nationalité britannique et pakistanaise, ont vu leur nationalité britannique révoquée par Theresa May, à l'époque secrétaire d'État à l'Intérieur, afin d'être expulsés au Pakistan. Elle avait déclaré que ces révocations étaient « favorables à l'intérêt public ». En 2018, ils perdent en appel contre la décision de déchéance de nationalité britannique, mais vivent toujours en Grande Bretagne en 2021 et ont toujours le droit de contester la décision d'expulsion,. En 2022, trois des condamnés, Abdul Aziz, Adil Khan et Qari Rauf, ont contesté leur expulsion vers le Pakistan devant un tribunal, après avoir renoncé à leur nationalité pakistanaise.

## Second réseau de prostitution et OpérationDoublet
En suivant le démembrement du premier réseau de prostitution en mai 2012, la police a effectué des arrestations liées à un autre réseau d'exploitation sexuelle de mineurs à Rochdale. Neuf hommes entre 24 et 38 ans ont été arrêtés pour suspicions d'activité sexuelle avec un mineur. L'Opération Doublet a été lancée en même temps qu'une enquête traitant d'abus psychologiques et sexuels sur mineurs dans la région. Le commissaire adjoint Steve Heywood, a parlé d'environ 550 officiers travaillant sur l'Opération Doublet en mai 2013, précisant que l'enquête en était à « une étape extrêmement sensible » et que « l'embrigadement » (phénomène du grooming en anglais) de rue était la priorité des forces de police, « une plus grande priorité que le crime armé ». Il a ajouté qu'à Rochdale, les enquêteurs examinaient des cas remontant à 2003.
En mars 2015, dix hommes âgés de 26 à 45 ans ont été accusés de graves crimes sexuels contre sept filles âgées de 13 à 23 ans à l'époque. Ces accusations de crimes commis à Rochdale entre 2005 et 2013, comprenaient viol, complot à des fins de viol, incitation d'un mineur à avoir des rapports sexuels, rapports sexuels avec un mineur et agression sexuelle.

## Opération Lytton 2023
En 2015, une nouvelle opération policière, Lytton, a été lancée. Cette enquête, issue de l'Opération Doublet, concernait initialement deux victimes ayant déclaré avoir été victimes d'abus sexuels entre 2002 et 2006. En mars 2023, huit hommes ont été inculpés pour un total de 82 infractions. En mai 2023, dix autres hommes ont été inculpés pour 76 infractions.
Le 17 août 2023, cinq des huit hommes inculpés en mars 2023 ont été reconnus coupables d'agressions sexuelles sur mineurs à l'issue d'un procès devant la Crown Court de Manchester Minshull Street. Le 31 octobre 2023, les cinq hommes ont été condamnés à des peines allant de huit à 17 ans de prison.
Un autre procès lié à l'Opération Lytton a eu lieu en juin 2025. Huit hommes asiatiques ont été inculpés d'abus sexuels sur deux adolescentes sur une période de cinq ans. Deux des accusés, Mohammed Zahid et Roheez Khan, avaient déjà été condamnés dans d'autres procès pour manipulation sexuelle, respectivement en 2016 et 2013. Trois des agresseurs, Mohammed Zahid, 64 ans, chef du gang, Mushtaq Ahmed, 67 ans, et Kasir Bashir, 50 ans, étaient des vendeurs du marché de la ville nés au Pakistan. Les victimes, connues sous les noms de Fille A et Fille B, ont été exploitées dès l'âge de 13 ans et traitées comme des « esclaves sexuelles ». Sept accusés ont été reconnus coupables de viol et d'exploitation sexuelle le 13 juin 2025. Le huitième a été acquitté, l'accusation ayant choisi de ne pas présenter de preuves à son encontre.

## Réactions et débat public
L'affaire a soulevé un important débat autour de la question d'une motivation raciale des crimes. Il est apparu que la police et les services sociaux n'avaient pas su agir lorsque des informations au sujet du groupe avaient été révélées, par peur de paraître racistes, et les adolescentes blanches alors exploitées par les Pakistanais ont été ignorées. Une douzaine d'autres cas environ impliquant des musulmans asiatiques dans le nord de l'Angleterre ont été examinés. L'enquête du bureau de la commission anglaise pour la protection de l'enfance, datée de novembre 2012 et consignée dans un rapport intitulé I thought I was the only one. The only one in the world, indique que sur le panel pris en compte, environ 20 % des personnes suspectées de crimes sexuels en groupe étaient des « Asiatiques » et environ 26 % d'entre elles étaient des « Blancs », quand les Asiatiques représentent 7 % de la population britannique, elle précise aussi qu'il est difficile de traiter de telles données de par leur nature parfois abstraite.
Ann Cryer (en), députée travailliste de Keighley, a rappelé dans un documentaire de la BBC réalisé en 2012, avoir travaillé avec les familles des victimes, s'être « rendue au commissariat pratiquement chaque semaine », et avoir « supplié » aussi bien la police que les services sociaux de faire quelque chose, mais que « ni la police ni les services sociaux ne voulaient s'impliquer dans l'affaire. Ils avaient peur d'être qualifiés de racistes ». Cryer avait tenté d'approcher la communauté musulmane afin de l'inciter à agir : « je suis allée voir un de mes amis, un conseiller municipal de confession musulmane, qui était par conséquent plus à même de me représenter auprès des aînés, parce que je pensais que c'était une bonne chose d'obtenir l'implication de ces anciens. J'espérais être capable de les persuader d'aller frapper aux portes et de dire « ce comportement va à l'encontre de l'islam et je veux que cela s'arrête car j'informerai la communauté entière de votre cas et de vos agissements si cela ne cesse pas. » Or ils n'étaient pas prêts à le faire ».
Tim Loughton, le ministre de la famille et de l'enfance, a déclaré que s'il n'y avait pas de preuves que les communautés ethniques avaient toléré des abus sexuels sur mineurs, il était inquiet sur le fait que certaines avaient tardé à les signaler à la police, et a pressé cette dernière ainsi que les travailleurs sociaux de ne pas laisser le « politiquement correct autour de l'ethnie » nuire à leur travail pour appréhender de tels criminels.
Fin 2011, la commission pour la protection de l'enfance (en) a commencé une enquête de deux ans sur l'exploitation sexuelle des mineurs par des groupes et gangs de rue. L'enquête a délivré son rapport final en novembre 2013. Après les condamnations des coupables à Rochdale, le ministère anglais de l'éducation a annoncé le financement d'un nouveau programme de familles d'accueil spécialisées afin de protéger les mineurs vulnérables au sein même des centres de soins, où quelques victimes ont été placées.

### Coalition de lutte contre le proxénétisme
Hilary Willmer, une représentante d'un groupe de soutien aux parents des jeunes femmes sexuellement exploitées, situé à Leeds, la Coalition de lutte contre le proxénétisme (abrégée Crop en anglais), aurait affirmé : « la grande majorité des agresseurs sont des Asiatiques pakistanais», avec des sources propres au Crop parlant de 80%, bien que The Independant observe : « des gangs kurdes, roumains et albanais étaient aussi impliqués. » Willmer a ajouté : « Nous pensons que c'est le sommet de l'iceberg », malgré sa mise en garde contre un traitement racial de l'affaire : « il s'agit avant tout de crime». En mai 2012, d'après The Independant, la Crop est devenue « soudainement silencieuse » à propos du pourcentage d'agresseurs d'origine asiatique pris en considération par l'organisation : Willmer a expliqué au journal « on nous a accusés de prêcher pour le Parti national britannique.»

### Les organisations de protection de l'enfance
En 2011, le Centre de Protection de l'enfance contre l'exploitation en ligne, a lancé une enquête longue de 5 mois pour savoir s'il y avait un lien entre profil racial et crime de sollicitation d'enfants à des fins sexuelles. L'organisation définit le grooming sur mineurs comme toute situation où un enfant ou une jeune personne reçoit un cadeau en échange de faveurs sexuelles. Des statistiques ont été établies par des organisations comme Barnardo's, mais les résultats n'ont pas été jugés concluants par les experts académiques, car les chiffres n'ont pas tous été compilés de la même façon et l'ethnie n'a pas toujours été notée pour chaque crime rapporté. Ella Cockbain et Helen Brayley ont souligné qu' « il n'y a pas de délit prédéfini pour le « grooming de rue » et par conséquent il est très difficile de mesurer l'étendue du crime en se basant sur des statistiques judiciaires.» La recherche a été poursuivie par le bureau de la commission pour la protection de l'enfance depuis fin 2011.
Wendy Shepherd, la responsable du projet sur l'exploitation sexuelle des mineurs pour Bernardo's dans le nord de l'Angleterre, a déclaré que depuis qu'elle avait commencé à travailler pour l'organisation, il y avait eu « un changement dans le nombre des hommes qui exploitaient des mineurs, passant de un ou deux à des groupes bien plus organisés, à des réseaux. Ces réseaux d'hommes viennent de différents milieux : dans le Nord et les Midlands, plusieurs étaient des Asiatiques Britanniques ; dans le Devon c'était des hommes blancs ; à Bath et à Bristol, des Afro-Caribéens ; à Londres, toutes ethnies confondues, Blancs, Irakiens, Kurdes, Afghans, Somaliens. » Elle a constaté que les prédateurs de rue blancs tendaient à travailler seuls. Elle a ajouté : « dire que les problèmes viennent d'une ethnie présente le danger que les gens ne se focalisent que sur un groupe et risquent de manquer d'autres menaces».
L'ancien directeur de Barnardo's, Martin Narey, a déclaré pendant l'émission Today (en) de la BBC Radio 4 : « pour ce type précis de crime, le grooming de rue d'adolescentes dans les villes du nord… il y a des preuves évidentes que les Asiatiques sont massivement représentés dans les poursuites contre de tels crimes». Narey a rejeté l'idée que de tels groupes ciblaient spécifiquement des filles blanches, mais a suggéré que les filles vulnérables dans les rues étaient plus susceptibles d'être blanches dès lors que les filles asiatiques étaient assujetties à un strict contrôle parental et davantage maintenues à l'écart des rues.

### Réponse des porte-paroles musulmans
Dans un documentaire de la BBC enquêtant sur des jeunes filles victimes de grooming commis par des hommes pakistanais pour pratiquer du sexe, l'imam Irfan Chishti du Conseil des mosquées de Rochdale a déploré ces agissements, en affirmant qu'il était « très choquant de voir des musulmans britanniques amenés devant la cour pour ce genre d'horribles crimes,.» Mohammed Shafiq (en), le chef exécutif de la Fondation Ramadhan (en), a accusé les aînés de la communauté pakistanaise de « faire les autruches » face au problème du grooming sexuel. Il a ajouté que sur les condamnés pour exploitation sexuelle, 87% étaient des hommes pakistanais britanniques, que cela représentait un problème significatif pour la communauté et que « les actes des criminels qui pensent que les adolescentes blanches ne valent rien et peuvent être abusées, apportent la honte sur notre communauté.»
Sayeeda Warsi, la coprésidente du Parti conservateur, a déclaré à l'Evening Standard dans une entrevue : « on peut seulement commencer à résoudre un problème si on le reconnaît d'abord » et a ajouté « cette petite minorité qui voit les femmes comme des citoyennes de seconde zone, et les femmes blanches probablement comme étant de troisième zone, doit être dénoncée. » Elle a décrit le cas de Rochdale comme « encore plus écœurant » que des cas de filles livrées à des gangs de rue, car les agresseurs « étaient des hommes d'âge mûr, pour certains des professeurs d'éducation religieuse ou des entrepreneurs, avec de jeunes familles à leur charge.»
Nazir Afzal, qui en tant que procureur en chef du CPS nouvellement nommé a décidé d'amener l'affaire devant la cour, a déclaré que le genre et non l'ethnie, était le nœud du problème : « il n'existe pas de communauté où les filles ne sont pas vulnérables aux abus sexuels et c'est un fait.»

### Manifestations d'extrême droite
Des protestataires d'organisations d'extrême droite, le Parti national britannique et la Ligue de défense anglaise, ont tenu des manifestations avec des bannières affichant entre autres « les réfugiés ne sont pas les bienvenus.»

### Objections des Hindous et des Sikhs
Des groupes d'Hindous et de Sikhs se sont opposés à l'utilisation par les médias du terme « asiatique » pour décrire les coupables, vu que ceux-ci sont « presque toujours d'origine pakistanaise » et musulmans. Les protestataires allèguent qu'en désignant les coupables comme « Asiatiques », on opacifie la question d'une façon injuste et préjudiciable à l'égard d'autres groupes,.

### Controverse des taxis
Deux des condamnés travaillaient pour l'entreprise Eagle Taxis, qui a été reprise par Car 2000 après le scandale. Le gérant de la compagnie a déclaré qu'après une série de requêtes, les clients pouvaient choisir d'avoir un chauffeur blanc, ce qui n'a pas duré après les protestations de 50 chauffeurs asiatiques.

### Recherche académique
Dans un article de 2015, deux chercheuses britanniques ont développé la thèse que le traitement médiatique de cette affaire et de cas similaires s'étant en partie concentré sur l'appartenance ethnique des personnes impliquées, il incitait à une panique morale en perpétuant des stéréotypes à l'encontre des hommes d'Asie du Sud-est, perçus comme des auteurs « naturels » d'abus sexuels sur des victimes blanches. Elles citent notamment un rapport du bureau pour la protection de l'enfance qui souligne que sur un échantillon plus large d'affaires d'exploitation sexuelle de mineurs, les « agresseurs et leurs victimes étaient de diverses ethnies ».

### Programmes de la BBC
En mai 2017, la BBC diffuse Three Girls, une mini-série en trois épisodes sur l'affaire, écrite par la scénariste Nicole Taylor et réalisée par Philippa Lowthorpe. Elle est programmée trois soirs consécutifs du 16 au 18 mai 2017 sur BBC One. Coproduite par les Studios BBC et le Studio Lambert, la série est une version dramatisée des événements entourant l'affaire des viols de Rochdale, décrivant les manquements commis dans le processus d'enquête et la façon dont les autorités ignorent les accusations de viol parce que les victimes sont perçues comme des témoins non fiables.
L'histoire est racontée du point de vue de trois des victimes : Holly Winshaw (jouée par Molly Windsor) âgée de quatorze ans, Amber Bowen (Ria Zmitrowicz) âgée de seize ans, et sa jeune sœur Ruby (Liv Hill). Elles rencontrent notamment le personnage de Sara Rowbotham (Maxine Peake), devenue la principale dénonciatrice des abus sexuels et ayant attiré l'attention sur l'affaire, après des appels à l'aide répétés aux services sociaux et à la police, demeurés sans résultat. Margaret Oliver (Lesley Sharp), l'enquêtrice principale chargée de l'affaire, parvient à obtenir le soutien de son officier supérieur Sandy Guthrie (Jason Hughes), pour lancer une enquête officielle. Cependant, malgré des preuves significatives, le CPS décide de ne pas poursuivre l'affaire en raison d'une « perspective irréaliste de condamnation ». Après que Margaret a convaincu Amber Bowen de témoigner contre son ancien petit ami Tariq (Wasim Zakir), l'affaire est rouverte par le procureur récemment nommé, Nazir Afzal (Ace Bhatti), qui, avec l'aide de la police et des victimes, parvient à des condamnations pénales contre 9 des hommes impliqués. Rowbotham, Oliver et Afzal ont tous été consultants sur la série.
Three Girls attire une forte audience lors de sa première diffusion au Royaume-Uni, avec 8,24 millions de téléspectateurs pour l'épisode 1, 7,88 millions pour l'épisode 2 et 8,19 millions pour l'épisode 3. En France, la mini-série a été diffusée le 14 juin 2018 sur Arte et a rassemblé 915 000 téléspectateurs.
Un documentaire de la BBC sur l'affaire, The Betrayed Girls, a été diffusé le 3 juillet 2017 à la suite de ce drame.

### Occultation gouvernementale
En juillet 2018, Sajid Javid, alors secrétaire d'État à l'Intérieur, déclare qu'il ne laissera pas des considérations de sensibilité culturelle ou politique faire obstacle à la compréhension du problème. Il ajoute que les Pakistanais sont représentés de façon disproportionnée parmi les auteurs des viols de Rochdale et annonce qu'il a commandé à ses fonctionnaires une étude sur les caractéristiques des bandes coupables. En 2019, le journal The Independent apprend que l'étude est terminée, mais ne sera pas rendue publique. En réponse à une requête FOI, le Bureau de l'Intérieur déclare que l'information sera tenue secrète pour permettre au gouvernement d'agir en privé et parce que les résultats de l'enquête ont des aspects « opérationnellement sensibles ».

## Critique de l'action policière
La police du Grand Manchester s'est excusée de ne pas avoir su enquêter plus profondément sur les accusations d'exploitation sexuelle de mineurs entre 2008 et 2010. Les excuses ont été faites après un examen, mené par l'Independant Police Complaints Commission, « de la conduite et des agissements de 13 officiers impliqués dans l'Opération Span, et le contrôle de la division de Rochdale ». L'Opération Span était l'enquête lancée en décembre 2009 dans le cas des accusations contre les individus qui ont été condamnés en 2012 et d'autres personnes. La commissaire adjointe Dawn Copley a déclaré qu'au moment de cette première enquête « il y avait un fort objectif donné à atteindre, principalement sur les crimes graves de délinquance. Au mieux cela distrayait les dirigeants et influençait les domaines sur lesquels les ressources étaient concentrées. » Elle a indiqué que sept officiers avaient reçu des rappels pour faute, mais qu'aucune autre sanction disciplinaire ne serait prise contre eux. Copley a ajouté : « nous nous excusons auprès des victimes et nous leur assurons que les leçons ont été retenues, que des changements ont été faits et que nous sommes déterminés à utiliser cela pour continuer à progresser,.»

## Relance de l'affaire Victoria Agoglia
L'ampleur du scandale lié aux gangs de violeurs de Rochdale a relancé l'affaire de la mort de la jeune Victoria Agoglia, adolescente de quinze ans morte d'une overdose d'héroïne en 2003. Originaire de la ville, Victoria a témoignée peu avant son décès des sévices (viols, injections forcées de drogues) qu'elle a subie de la part d'un groupe d'abuseurs. L'enquête lancée en 2004, baptisée Operation Augusta, est close seulement un an après. Un rapport sur ce sujet est demandé en 2017 par le maire de Manchester Andy Burnham. Publié en 2020, il révèle que la police avait découverte plus de 57 victimes et 97 abuseurs potentiels avant que décision soit prise de mettre fin aux recherches. En septembre 2024, sept hommes sont arrêtés pour avoir présumément participé aux violences subies par Victoria .

## Dans les médias
Documentaire télévisé
- « Rochdale : le réseau infernal » dans Ces crimes qui ont choqué le monde sur Numéro 23, RMC Découverte et Investigation.

Émission de radio
- « Scandales pédophiles en série au Royaume-Uni », Affaires sensibles, 19 avril 2021, France Inter[67].